# Cấp tiến trung binh

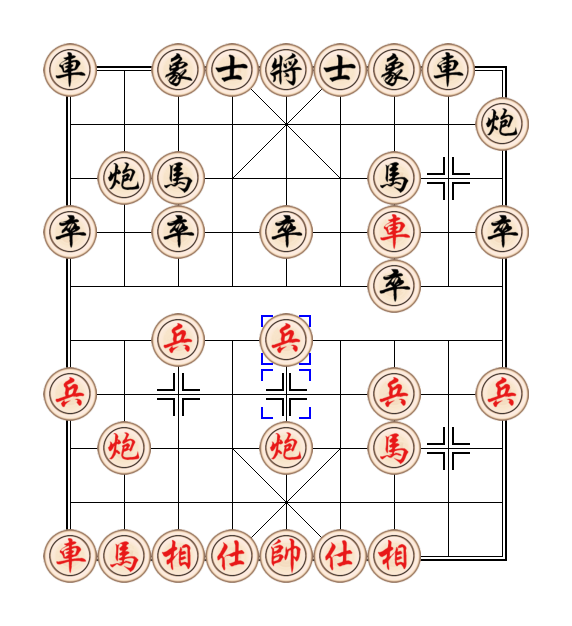
Trung pháo quá hà xa cấp tiến trung binh đối bình phong mã bình pháo đổi xe

Cấp tiến trung binh (tên đầy đủ: Trung pháo quá hà xa cấp tiến trung binh đối bình phong mã bình pháo đổi xe) là một thế trận Khai cuộc, Pháo đầu đối Bình phong mã, trong Cờ tướng, đôi là cuộc cờ đôi công rất phức tạp thường có thắng thua, một bên thì có thế công ở trung lộ, còn một bên thì có thế công và tạo áp lực vào cánh biên của đối phương, thế trận này dùng tốc độ, ai tấn công nhanh hơn người đó thắng, những ván cờ này thường diễn ra rất nhanh và sôi động nên được rất nhiều kỳ thủ và những người đam mê cờ tướng yêu thích.

## Các diễn biến
1, Pháo 2 bình 5, Mã 8 tiến 7
2, Mã 2 tiến 3, Xe 9 bình 8
3, Xe 1 bình 2, Mã 2 tiến 3 (Pháo đầu đối bình phong mã)
4, Tốt 7 tiến 1, Tốt 7 tiến 1 (PHáo đầu đối bình phong mã hiện đại)
5, Xe 2 tiến 6, Pháo 8 bình 9 (Pháo đầu quá hà xa đối bình phong mã bình pháo đổi xe)
6, Xe 2 bình 3, Pháo 9 thoái 1
7. Tốt 5 tiến 1 (Cấp tiến trung binh).
Do hệ thống cấp tiến trung binh rất rộng biến và phát sinh ra rất nhiền biến thiên nên đây được coi là hệ thống khai cuộc phức tạp nhất trong cờ tướng.

## Khai cuộc
Thứ tự nước đi thông dụng trong khai cuộc cấp tiến trung:

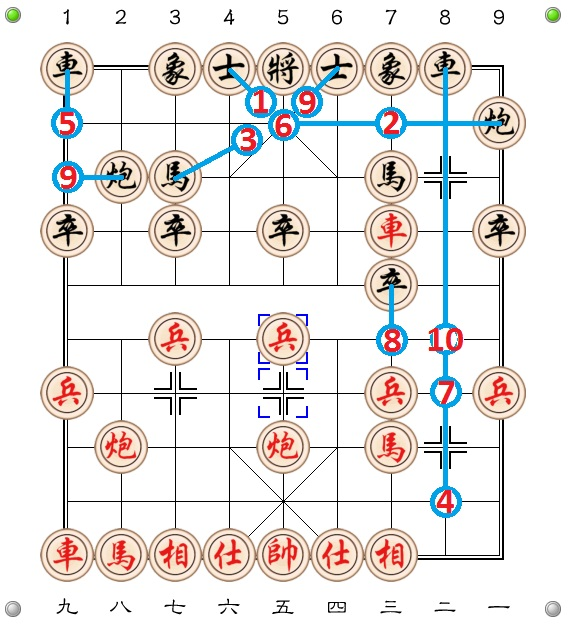

1. S4.5
2. P9-7
3. M3/5
4. X8.8
5. X1.1
6. P9-5
7. X8.6
8. B7.1
9. P2-1
10. X8.5